# Hollywood Vampires (L.A. Guns)
Hollywood Vampires è il terzo album in studio degli L.A. Guns, uscito nel 1991 per l'etichetta PolyGram.

## Tracce
1. Over the Edge (Cripps, Guns, Lewis, Nickels, Riley) 5:41
2. Some Lie 4 Love (Cripps, Guns, Lewis, Nickels, Riley) 3:34
3. Kiss My Love Goodbye (Cripps, Diamond, Guns, Lewis, Nickels, Riley) 4:42
4. Here It Comes (Cripps, Guns, Lewis, Nickels, Riley) 4:37
5. Crystal Eyes (Cripps, Guns, Lewis, Nickels, Riley) 5:54
6. Wild Obsession (Cripps, Guns, Lewis, Nickels, Riley) 4:14
7. Dirty Luv (Cripps, Guns, Lewis, Nickels, Riley) 4:29
8. My Koo Ka Choo (Cripps, Guns, Lewis, Nickels, Riley, Vallence) 4:06
9. It's Over Now (Cripps, Guns, Lewis, Nickels, Riley, Vallence) 4:10
10. Snake Eyes Boogie (Cripps, Guns, Lewis, Nickels, Riley) 2:56
11. I Found You (Cripps, Guns, Lewis, Nickels, Riley) 3:43
12. Big House (Cripps, Guns, Lewis, Nickels, Riley) 4:12

## Formazione
- Phil Lewis - voce
- Tracii Guns - chitarra
- Mick Cripps - chitarra
- Kelly Nickels - basso
- Steve Riley - batteria

### Altri musicisti
- John Townsend - cori
- Kevin Savigar - archi